# Jehuda Louis Weinberg
Jehuda Louis Weinberg (hebräisch יהודה לואי וינברג; geboren am 15. Dezember 1876 in Hörde; gestorben am 6. Oktober 1960 in Bnei Berak) war ein deutsch-israelischer Jurist und Schriftsteller.

## Leben
Jehuda Louis Weinberg studierte Jura in Heidelberg, München, Bonn und Berlin und wurde promoviert. Er war Mitglied einer zionistischen Studentenverbindung. Er arbeitete von 1908 bis 1912 als Rechtsanwalt in Dortmund. Ab 1907 nahm er mehrfach als Delegierter an Zionisten-Kongressen teil und veröffentlichte Artikel zum Zionismus. 1913 ging er als Mitarbeiter in das von Arthur Ruppin geleitete Palästinaamt in Jaffa, das zum Osmanischen Reich gehörte.
Weinberg wurde als Soldat im Ersten Weltkrieg eingezogen und zum Offizier befördert. Nach Kriegsende leitete er das neugegründete Palästinaamt in Berlin. Er ging 1921 wieder in das nunmehr britisch kontrollierte Palästina zurück und wurde Justitiar des Deutschen Generalkonsulats in Jerusalem. Er wechselte dann als Justitiar zur Anglo-Palästina-Bank, bevor er sich schließlich als Rechtsanwalt in Tel-Aviv niederließ.
1920 erschienen von ihm ins Deutsche übersetzte Gedichte von Chaim Nachman Bialik. 1945 veröffentlichte er eine Heinrich-Loewe-Biographie in hebräischer und deutscher Sprache.

## Schriften (Auswahl)

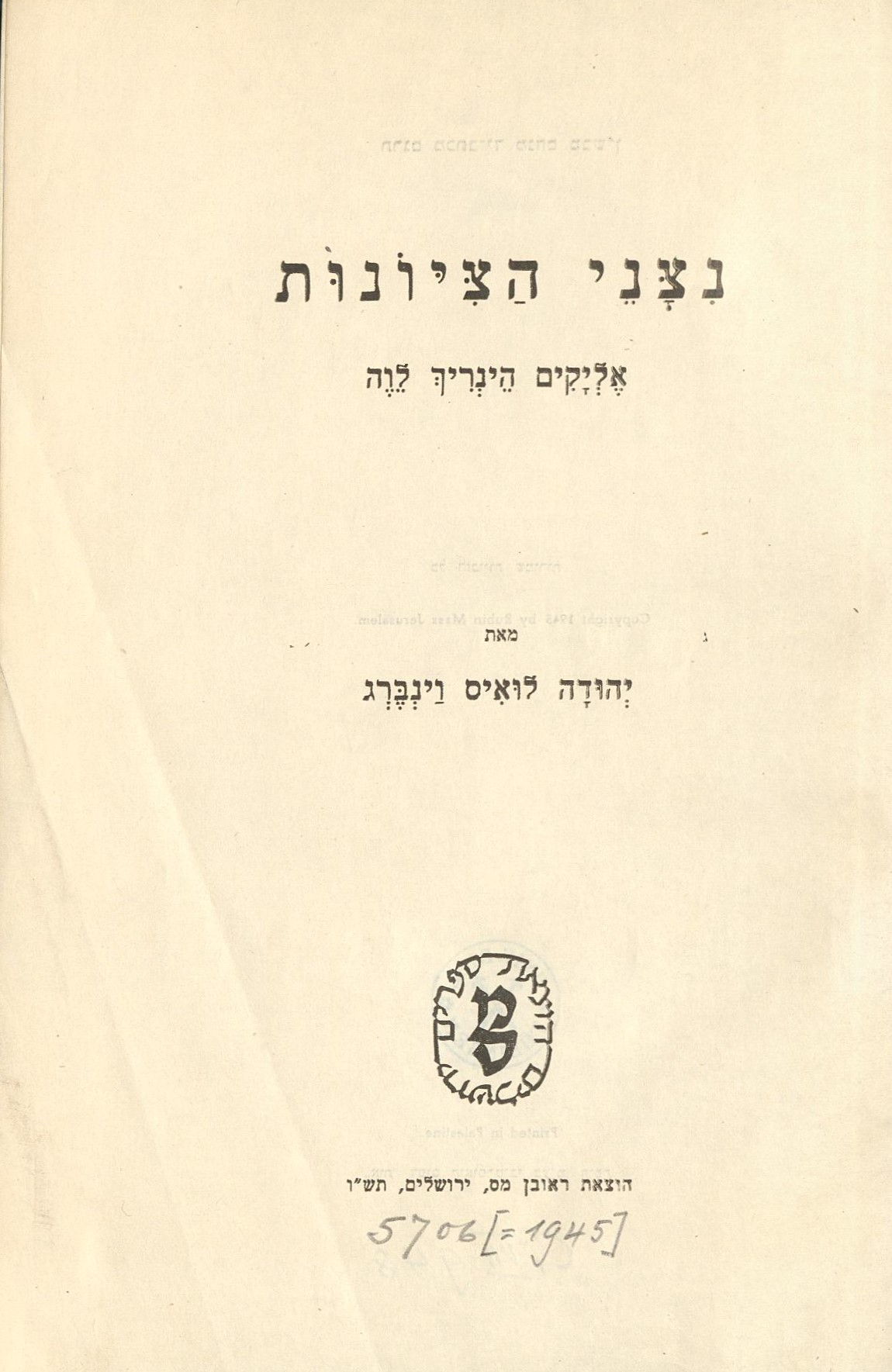
Heinrich Löwe (1945)

- Chaim Nachman Bialik: Gedichte aus dem Hebräischen. Übersetzung Louis Weinberg. Berlin: Welt-Verlag, 1920
- Felix Danziger. Sonette. Tel-Aviv, 1943
- Gehässige Sonette. Sonette des Gedenkens. Tel-Aviv : Dajak, 1943
- Aus der Frühzeit des Zionismus: Eljakim Heinrich Löwe. Jerusalem: Mass, 1945 (Hebräisch)
- In den Vorhöfen des Heiligtums. Sonette. Tel-Aviv: Edition Olympia, 1950
- Die Rubayat des Omar Chajjam – Neue Folge. Gedichte. Tel-Aviv: Edition Olympia, 1951 (he)
- Sonette des Gedenkens. Tel-Aviv: Edition Olympia, 1952
- Sang aus dem Morgenland: Hebräisch-Arabischer Diwan des Assaf Halevi. Tel Aviv : Selbstverlag, 1955